# Шунін Лев Миколайович
Лев Миколайович Шунін (14 вересня 1928, тепер Російська Федерація — після 1998, місто Маріуполь) — український радянський діяч, начальник Азовського морського пароплавства. Депутат Верховної Ради УРСР 11-го скликання.

## Біографія
З 1950 року працював на морському транспорті: стивідор, диспетчер, начальник навантажувального району.
Член КПРС з 1956 року.
У 1961—1967 роках — начальник Таганрозького морського порту Ростовської області РРФСР.
У 1964 році закінчив експлуатаційний факультет Одеського інституту інженерів морського флоту, інженер-експлуатаційник.
У 1967—1972 роках — голова виконавчого комітету Ленінської районної ради депутатів трудящих міста Таганрога РРФСР, 1-й секретар Ленінського районного комітету КПРС міста Таганрога.
У 1972—1978 роках — начальник Ждановського морського порту Донецької області.
У липні 1978 — січні 1989 року — начальник Азовського морського пароплавства.
Потім — на пенсії в місті Маріуполі Донецької області.

## Нагороди
- ордени
- медалі